# Chirita spinulosa
Chirita spinulosa är en tvåhjärtbladig växtart som beskrevs av Ding Fang och Wen Tsai Wang. Chirita spinulosa ingår i släktet Chirita och familjen Gesneriaceae. Inga underarter finns listade i Catalogue of Life.